# Picoprojektor

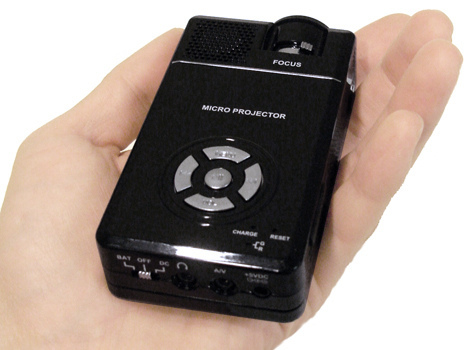
En handhållen projektor.

Pico projektor är en liten projektor som ryms i handen/fickan. Tekniken är revolutionerande och innebär att man kan visa stora bilder/filmer från små digitala handhållna enheter. Bilden projicerar man på en vägg eller i taket. Tack vare dess knappa storlek så blir projektorn inte större än en mobiltelefon. Pico projektorn kan även vara integrerad i mobiltelefoner, laptops, digitalkameror och handdatorer. Via en USB/VGA-port kan pico projektorn anslutas till olika enheter eller spela upp bilder/filmer via ett inbyggt minne.